# Eubaphe sombreata
Eubaphe sombreata är en fjärilsart som beskrevs av Paul Dognin 1883. Eubaphe sombreata ingår i släktet Eubaphe och familjen mätare. Inga underarter finns listade i Catalogue of Life.